# Elezioni generali a Panama del 2019
Le elezioni generali a Panama del 2019 si sono tenute il 5 maggio per l'elezione del Presidente e il rinnovo dell'Assemblea nazionale.

## Risultati

### Elezioni presidenziali
| Candidati          | Liste                                                                                           | Voti                   | %                |
| ------------------ | ----------------------------------------------------------------------------------------------- | ---------------------- | ---------------- |
| Laurentino Cortizo | Uniendo Fuerzas Partito Rivoluzionario Democratico Movimento Liberale Repubblicano Nazionalista | 655.302 609.638 45.664 | 33,35 31,03 2,32 |
| Rómulo Roux        | Un Cambio para Despertar Cambiamento Democratico Partito Alleanza                               | 609.003 564.297 44.706 | 31,00 28,72 2,28 |
| Ricardo Lombana    | Indipendente                                                                                    | 368.962                | 18,78            |
| José Blandón       | Panamá Podemos Partito Panameñista Partito Popolare                                             | 212.931 174.113 38.818 | 10,84 8,96 1,98  |
| Ana Matilde Gómez  | Indipendente                                                                                    | 93.631                 | 4,77             |
| Saúl Méndez        | Fronte Ampio per la Democrazia                                                                  | 13.540                 | 0,69             |
| Marco Ameglio      | Indipendente                                                                                    | 11.408                 | 0,58             |
| Totale             | Totale                                                                                          | 1.964.777              |                  |

### Elezioni parlamentari
| Liste                                        | Voti      | %     | Seggi |
| -------------------------------------------- | --------- | ----- | ----- |
| Partito Rivoluzionario Democratico           | 542.105   | 29,99 | 35    |
| Cambiamento Democratico                      | 405.798   | 22,45 | 18    |
| Partito Panameñista                          | 312.635   | 17,30 | 8     |
| Movimento Liberale Repubblicano Nazionalista | 92.340    | 5,11  | 5     |
| Partito Popolare                             | 65.028    | 3,60  | -     |
| Partito Alleanza                             | 43.670    | 2,42  | -     |
| Fronte Ampio per la Democrazia               | 22.711    | 1,26  | -     |
| Indipendenti                                 | 323.153   | 17,88 | 5     |
| Totale                                       | 1.807.440 |       | 71    |